# Захарьящев, Василий Иванович
Василий Иванович Захарьящев (24 января 1946, Малый Сапожок, Рязанская область — 28 января 2023) — российский политический деятель, депутат Государственной думы V созыва (2007—2011).

## Биография
В 1964 году окончил Лисинский лесной техникум Главлесхоза РСФСР. После учёбы работал лесоводом, а после службы в ВС Союза ССР — на комсомольской работе в Тосно. В 1973 году завершил обучение в Ленинградской лесотехнической академии имени С. М. Кирова по специальности «инженер лесного хозяйства». Первый секретарь Волховского горкома ВЛКСМ (1973—1977), заведующий сельхозотделом Волховского горкома КПСС (1977—1979), начальник Волховской головной ПМК объединения «Ленмелиорация» (1979—1981). Затем на ответственной партийной работе в Ломоносове и Ленинграде. В 1987 году закончил Ленинградскую высшую партийную школу (ВПШ), а в 1989 Всесоюзный институт повышения квалификации руководящих работников Минводхоза СССР.
Кандидат экономических наук. с середины 1980-х по 1991 год по совместительству преподавал в Ленинградской ВПШ.
В середине 1990-х годов генеральный директор торгового дома «Русская деревня»; с 1998 года — председатель Союза садоводов Санкт-Петербурга и Ленинградской области; с 1999 года начальник Управления по развитию садоводства и огородничества Санкт-Петербурга и Ленинградской области. Председатель Союза садоводов России с 2000 года.
В декабре 2007 года избран депутатом Государственной Думы ФС России от политической партии «Единая Россия» от Санкт-Петербурга. Первый заместитель председателя Комитета по делам общественных объединений и религиозных организаций.
Умер 28 января 2023 года.
Награждён орденами Почёта (14 июля 2007 года), Дружбы (29 июля 2002 года), орденом РПЦ Святого Благоверного князя Даниила Московского 3 степени, медалями.